# RBS 1
RSB 1 es una galaxia lenticular localizada en la constelación de Piscis.